# Río Homathko
 El río Homathko es uno de los principales ríos de las montañas de la costa sur de la provincia canadiense de Columbia Británica. Es uno de los pocos ríos que penetra en la cordillera desde el interior del país Chilcotin hasta las ensenadas costeras del Océano Pacífico. El río Homathko llega al mar en la cabecera de la ensenada de Bute, justo al oeste de la desembocadura del río Southgate. 
El valle del río Homathko es uno de los más difíciles de navegar. Las frígidas aguas hacen que cruzarlo sea imposible y el valle mismo está bordeado por la planta llamada el garrote del diablo. También es el hogar de muchos osos pardos. 

## Geografía
Las montañas que flanquean el río Homathko son las más altas de las Montañas Costeras, e incluyen el Monte Waddington al oeste del río en la Cordillera Waddington y el Monte Reina Bess al este del río, adyacente al Campo de Hielo Homathko. También flanquean el río Homathko por el oeste la cordillera de Niut, que está en el ángulo del Homathko y su principal bifurcación occidental, el arroyo Mosley, y la cordillera Whitemantle, que está al sur del macizo de la cordillera Waddington, formando la cresta montañosa que divide las ensenadas Bute y Knight. La cordillera del Panteón se encuentra al oeste de Mosley Creek y la cordillera de Niut y colinda con la cordillera de Waddington inmediatamente al norte. 
La cuenca de drenaje de Homathko tiene 5680 km² de tamaño.

## Curso
El Homathko comienza en un lago sin nombre en la parte norte de la Cordillera de Niut. Fluye hacia el noreste hasta la meseta de Chilcotin, bordeándola brevemente cerca del lago Tatla, luego gira hacia el sur hasta el lago Tatlayoko, que está justo al oeste del lago Chilko, parte de la cuenca del río Chilcotin. 
Desde allí, el río Homathko fluye hacia el sur y el oeste, atravesando las cordilleras del Pacífico. Está acompañado por numerosos afluentes, incluyendo los ríos Nostetuko y Stonsayako que fluyen hacia el norte. Río abajo, el Homathko se une al arroyo Mosley, que fluye hacia el sur desde la cordillera del Panteón. 
A medida que el río atraviesa la cordillera Waddington, fluye a través del cañón Waddington. Desemboca en el puerto de Waddington, en el comienzo de la ensenada de Bute. 
Varias reservas indias Homalco (u Homalko) se encuentran en la desembocadura del río.

## Historia
La ensenada de Bute y la parte baja de sus principales ríos, como el Homathko y el Southgate, estuvieron habitadas por los xwe'malhkwu, de la Primera Nación Homalco. Los xwe'malhkwu forman parte de los k'omoks, o pueblo comox, y hablan un dialecto de la lengua comox continental, parte de la rama Coast Salish de la familia de lenguas salishanas. La influencia colonial erosionó la cultura xwe'malhkwu a finales del siglo XIX. Las escuelas residenciales indias destruyeron aún más la cultura y el idioma xwe'malhkwu tradicional.  
La parte superior de la cuenca del río Homathko estaba habitada por el pueblo tsilhqot'in (chilcotin). Aunque había un comercio ocasional entre los tsilhqot'in y los xwe'malhkwu, generalmente los dos pueblos eran antagónicos y a veces violentos.
Los xwe'malhkwu y los tsilhqot'in nunca cedieron sus tierras. Ambos están actualmente en proceso de negociación de un tratado con la Columbia Británica y Canadá y reclaman el título aborigen de partes de la cuenca del río Homathko
En 1861 Alfred Waddington de Victoria envió topógrafos al río Homathko y a la ensenada de Bute, con el fin de construir el camino de Waddington, para competir con el propuesto camino de Cariboo. Ambos caminos fueron una reacción a la fiebre del oro de Cariboo y tenían por objeto proporcionar acceso a la remota región de Cariboo. En 1864, justo debajo de la confluencia de Mosley Creek y el río Homathko, un conflicto entre el grupo de topógrafos de Waddington y un grupo de Tsilhqot'in (Chilcotin) provocó la muerte de catorce miembros del grupo de topógrafos.
Esta fue la primera parte de la Guerra de Chilcotin de 1864. El sitio de la ciudad de Port Waddington en los mapas de hoy es una reliquia de esos tiempos. El sitio había sido inspeccionado como parte de las obligaciones del constructor de carreteras Alfred Waddington de tener la licencia para construir la carretera, así como el beneficio de la venta de lotes (y algunos lotes fueron vendidos, pero el sitio nunca llegó nada). 
En 1871 la Colonia de la Corona de la Columbia Británica se unió a la Confederación Canadiense con ciertas condiciones, una de las cuales fue la construcción de un ferrocarril transcontinental para unir la costa de la Columbia Británica con el resto del Canadá. El Ferrocarril del Pacífico Canadiense comenzó a estudiar las diversas rutas propuestas. Una de esas rutas cruzaba la meseta de Chilcotin y seguía el río Homathko hasta Bute Inlet y continuaba a través de la isla de Sonora y la isla Quadra (que entonces se pensaba que era una sola isla conocida como la isla Valdés) para llegar a la isla de Vancouver a través de Seymour Narrows. Esta ruta seguiría luego la costa oriental de la isla de Vancouver para terminar cerca de Victoria
Después de años de disputas políticas, Burrard Inlet fue elegida como ciudad portuaria terminal del ferrocarril, creando así la ciudad de Vancouver. La ruta propuesta del río Homathko fue abandonada 
En 1890 una nueva expedición de reconocimiento se propuso explorar la ruta del río Homathko hacia la meseta de Chilcotin. A pesar del recuerdo de la Guerra de Chilcotin y el miedo a los tsilhqot'in, y aunque el terreno era difícil en algunos lugares, la expedición llegó al Lago Tatla en el País Chilcotin sin incidentes indebidos.

## Fauna silvestre
El río Homathko es un importante productor de salmón Chum y Pink. Otros peces incluyen el salmón Coho y Chinook, la trucha arcoíris y Steelhead, la trucha asesina, la trucha toro y la trucha Dolly Varden.
En 2008 se designaron nueve áreas de hábitat de la vida silvestre del oso grizzly en la cuenca del Homathko

## Propuestas hidroeléctricas
Ha habido varios planes para desarrollar el Homathko y sus ríos vecinos para la energía hidroeléctrica. El Homathko por sí solo tiene un inmenso potencial hidroeléctrico. La construcción completa, tal como se concibió en un principio, desviaría los lagos Taseko y Chilko al sistema Homathko a través del lago Tatlayoko. Una serie de presas en el Homathko y sus afluentes, utilizando la energía extra del agua de los afluentes del Chilcotin, habría generado una de las mayores potencias por proyecto en la Columbia Británica. 
La creación del Parque Provincial de Ts'il?os (el '?' representa una oclusiva glotal) y el Parque Provincial de Big Creek han archivado el gran plan, ya que los lagos Chilko y Taseko están protegidos y no pueden desviarse (también por razones de pesca de salmón). Pero las presas propuestas para el Cañón Homathko todavía están en los libros y están efectivamente a la venta por la filial de exportación de BC Hydro, Powerex. Si alguna vez se construye, la presa y la central eléctrica más grandes se encontrarán en un punto del Cañón Waddington que está marcado en el mapa como "Murderer's Bar", nada menos que el punto en el que comenzó la Guerra de Chilcotin. 

## Áreas protegidas
Las áreas protegidas dentro de la cuenca del río Homathko incluyen el Parque Provincial del Estuario de Homathko y el Área Protegida del Río Homathko-Tatlayoko. 

## Tributarios
Esta es una lista incompleta de afluentes en orden ascendente. 
- Cumsack Creek
- Río Heakamie
- Río Jewakwa
- Brew Creek
- Whitemantle Creek
- Scar Creek
- Arroyo Klattasine
- Cala Tiedemann
- Mosley Creek 
  - Tellot Creek
  - Cala de Mercator
  - Cala de cimitarra
  - Five Finger Creek
  - Crazy Creek
  - Twist Creek
  - Infierno Raving Creek
  - Lago Medio
  - Razor Creek
  - Valleau Creek
  - Lago Bluff
  - Lago Sapeye
- Arroyo Desnudo
- Ottarasko Creek
- Lago Tatlayoko
- Lincoln Creek
- Skinner Creek
- Cochin Creek
- Quakie Creek